# سوتير كريك (كاليفورنيا)

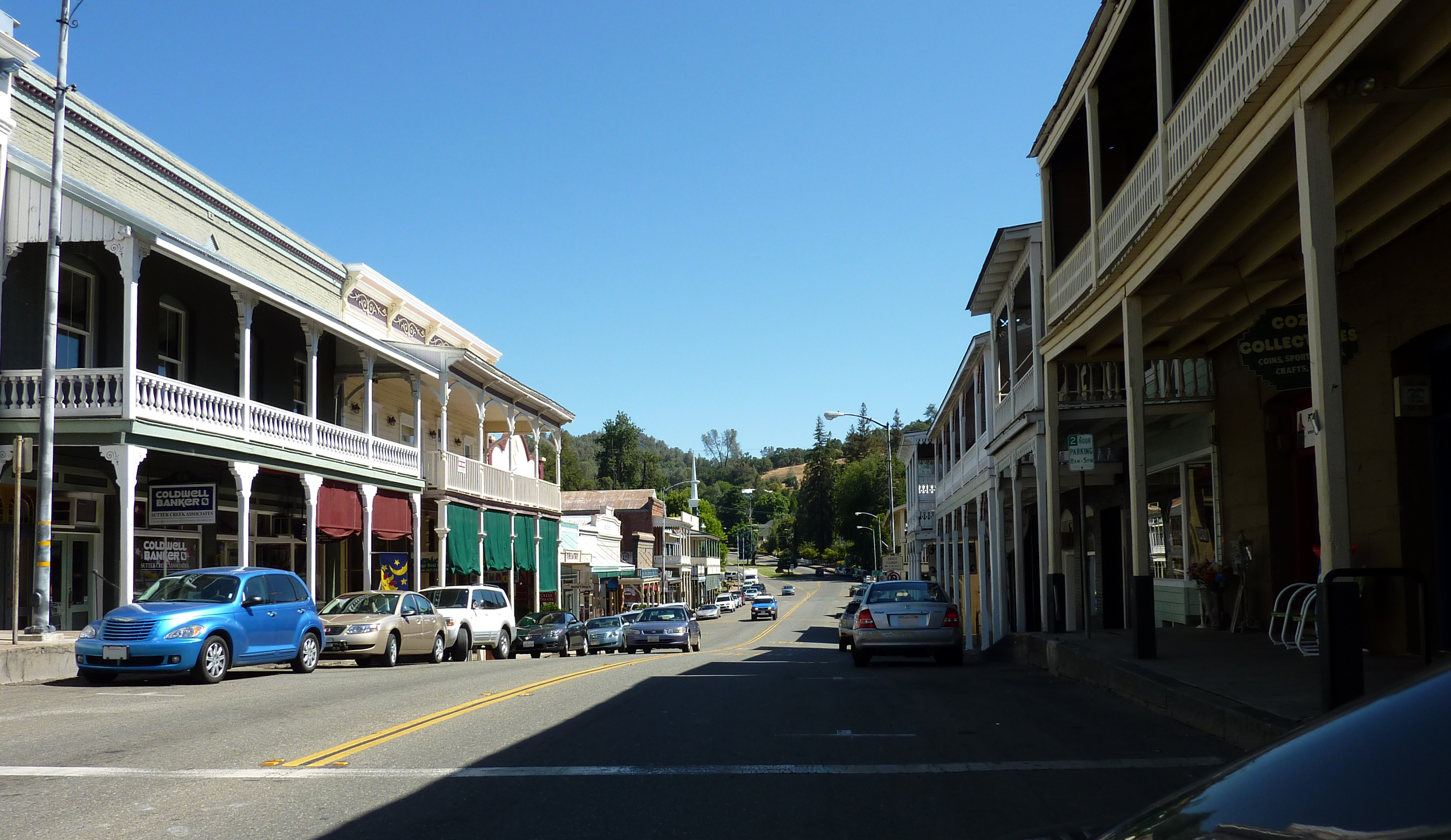
Sutter Creek

سوتير كريك (بالإنجليزية: Sutter Creek)‏ هي إحدى مدن مقاطعة أمادور، كاليفورنيا. تم إعطاءها لقب مدينة في 11 فبراير، 1913.

## التركيبة السكانية
حدّد مكتب تعداد الولايات المتحدة بيانات التركيبة السكانية لسوتير كريك في تعداد الولايات المتحدة. في ما يلي، التركيبة السكانية حسب تعدادي 2000 و2010.

### تعداد عام 2000
بلغ عدد سكان سوتير كريك 2,303 نسمة بحسب تعداد عام 2000، وبلغ عدد الأسر 1,025 أسرة وعدد العائلات 658 عائلة مقيمة في المدينة. في حين سجلت الكثافة السكانية 329.5 نسمة لكل كيلومتر مربع (853.4/ميل2). وبلغ عدد الوحدات السكنية 1,106 وحدة بمتوسط كثافة قدره 158.2 لكل كيلومتر مربع (409.7/ميل2).
وتوزع التركيب العرقي للمدينة بنسبة 91.45% من البيض و0.22% من الأمريكيين الأفارقة و1.30% من الأمريكيين الأصليين و1.04% من الأمريكيين ذوي الأصول الآسيوية و0.30% من سكان جزر المحيط الهادئ و2.13% من الأعراق الأخرى و3.56% من عرقين مختلطين أو أكثر و5.82% من الهسبانيون أو اللاتينيون من أي عرق.
بلغ عدد الأسر 1,025 أسرة كانت نسبة 29.5% منها لديها أطفال تحت سن الثامنة عشر تعيش معهم، وبلغت نسبة الأزواج القاطنين مع بعضهم البعض 51.2% من أصل المجموع الكلي للأسر، ونسبة 9.7% من الأسر كان لديها معيلات من الإناث دون وجود شريك، بينما كانت نسبة 3.3% من الأسر لديها معيلون من الذكور دون وجود شريكة وكانت نسبة 35.8% من غير العائلات. تألفت نسبة 32.1% من أصل جميع الأسر من عدة أفراد يعيشون في نفس المنزل ونسبة 18.2% كانت تتألف من شخص يعيش بمفرده يبلغ من العمر 65 عاماً أو أكثر. وبلغ متوسط حجم الأسرة المعيشية 2.25، أما متوسط حجم العائلات فبلغ 2.79.
بلغ العمر الوسطي للسكان 45.3 عاماً. وكانت نسبة 23.2% من القاطنين تحت سن الثامنة عشر، وكانت نسبة 5.9% بين الثامنة عشر والرابعة والعشرين عاماً، ونسبة 20.3% كانت واقعةً في الفئة العمرية ما بين الخامسة والعشرين والرابعة والأربعين عاماً، ونسبة 28.1% كانت ما بين الخامسة والأربعين والرابعة والستين، ونسبة 22.4% كانت ضمن فئة الخامسة والستين عاماً فما فوق. يوجد لكل 100 أنثى 83.4 ذكر، ويوجد لكل 100 أنثى في الثامنة عشر من عمرها فما فوق 78.7 ذكر.
بلغ متوسط دخل الأسرة في المدينة 47,000 دولارًا، أما متوسط دخل العائلة فبلغ 55,795 دولارًا. وكان متوسط دخل الذكور 46,563 دولارًا مقابل 30,188 دولارًا للإناث. وسجل دخل الفرد الخاص بالمدينة 23,100 دولارًا. وكانت نسبة 4.9% من العائلات ونسبة 7.8% من السكان تحت خط الفقر، وكان من هؤلاء نسبة 10.5% تحت سن الثامنة عشر ونسبة 6.5% في الخامسة والستين من العمر وما فوق.

### تعداد عام 2010
بلغ عدد سكان سوتير كريك 2,501 نسمة بحسب تعداد عام 2010، وبلغ عدد الأسر 1,168 أسرة وعدد العائلات 660 عائلة مقيمة في المدينة. في حين سجلت الكثافة السكانية 357.8 نسمة لكل كيلومتر مربع (926.7/ميل2). وبلغ عدد الوحدات السكنية 1,367 وحدة بمتوسط كثافة قدره 195.6 لكل كيلومتر مربع (506.6/ميل2).
وتوزع التركيب العرقي للمدينة بنسبة 90.84% من البيض و0.40% من الأمريكيين الأفارقة و1.36% من الأمريكيين الأصليين و2.60% من الأمريكيين ذوي الأصول الآسيوية و0.20% من سكان جزر المحيط الهادئ و1.60% من الأعراق الأخرى و3% من عرقين مختلطين أو أكثر و8.76% من الهسبانيون أو اللاتينيون من أي عرق.
بلغ عدد الأسر 1,168 أسرة كانت نسبة 22.1% منها لديها أطفال تحت سن الثامنة عشر تعيش معهم، وبلغت نسبة الأزواج القاطنين مع بعضهم البعض 42.8% من أصل المجموع الكلي للأسر، ونسبة 9.3% من الأسر كان لديها معيلات من الإناث دون وجود شريك، بينما كانت نسبة 4.4% من الأسر لديها معيلون من الذكور دون وجود شريكة وكانت نسبة 43.5% من غير العائلات. تألفت نسبة 35.8% من أصل جميع الأسر من عدة أفراد يعيشون في نفس المنزل ونسبة 20.5% كانت تتألف من شخص يعيش بمفرده يبلغ من العمر 65 عاماً أو أكثر. وبلغ متوسط حجم الأسرة المعيشية 2.14، أما متوسط حجم العائلات فبلغ 2.77.
بلغ العمر الوسطي للسكان 49.4 عاماً. وكانت نسبة 18.6% من القاطنين تحت سن الثامنة عشر، وكانت نسبة 7.6% بين الثامنة عشر والرابعة والعشرين عاماً، ونسبة 17% كانت واقعةً في الفئة العمرية ما بين الخامسة والعشرين والرابعة والأربعين عاماً، ونسبة 30.7% كانت ما بين الخامسة والأربعين والرابعة والستين، ونسبة 26% كانت ضمن فئة الخامسة والستين عاماً فما فوق. وتوزع التركيب الجنسي للسكان بنسبة 45.7% ذكور و54.3% إناث.

## المناخ
يظهر الجدول التالي التغييرات المناخية على مدار السنة لسوتير كريك:
| البيانات المناخية لـسوتير كريك    | البيانات المناخية لـسوتير كريك | البيانات المناخية لـسوتير كريك | البيانات المناخية لـسوتير كريك | البيانات المناخية لـسوتير كريك | البيانات المناخية لـسوتير كريك | البيانات المناخية لـسوتير كريك | البيانات المناخية لـسوتير كريك | البيانات المناخية لـسوتير كريك | البيانات المناخية لـسوتير كريك | البيانات المناخية لـسوتير كريك | البيانات المناخية لـسوتير كريك | البيانات المناخية لـسوتير كريك | البيانات المناخية لـسوتير كريك |
| الشهر                             | يناير                          | فبراير                         | مارس                           | أبريل                          | مايو                           | يونيو                          | يوليو                          | أغسطس                          | سبتمبر                         | أكتوبر                         | نوفمبر                         | ديسمبر                         | المعدل السنوي                  |
| --------------------------------- | ------------------------------ | ------------------------------ | ------------------------------ | ------------------------------ | ------------------------------ | ------------------------------ | ------------------------------ | ------------------------------ | ------------------------------ | ------------------------------ | ------------------------------ | ------------------------------ | ------------------------------ |
| الدرجة القصوى °م (°ف)             | 20.0 (68.0)                    | 22.8 (73.0)                    | 27.2 (81.0)                    | 33.3 (91.9)                    | 37.8 (100.0)                   | 40.6 (105.1)                   | 43.3 (109.9)                   | 41.7 (107.1)                   | 40.0 (104.0)                   | 37.2 (99.0)                    | 31.7 (89.1)                    | 21.1 (70.0)                    | 43.3 (109.9)                   |
| متوسط درجة الحرارة الكبرى °م (°ف) | 12.1 (53.8)                    | 13.8 (56.8)                    | 16.6 (61.9)                    | 18.7 (65.7)                    | 24.7 (76.5)                    | 30.6 (87.1)                    | 34.0 (93.2)                    | 33.1 (91.6)                    | 30.3 (86.5)                    | 23.7 (74.7)                    | 16.7 (62.1)                    | 12.3 (54.1)                    | 22.2 (72.0)                    |
| المتوسط اليومي °م (°ف)            | 7.7 (45.9)                     | 9.1 (48.4)                     | 11.0 (51.8)                    | 12.6 (54.7)                    | 17.6 (63.7)                    | 22.2 (72.0)                    | 25.6 (78.1)                    | 24.8 (76.6)                    | 22.6 (72.7)                    | 17.2 (63.0)                    | 11.8 (53.2)                    | 8.1 (46.6)                     | 15.8 (60.4)                    |
| متوسط درجة الحرارة الصغرى °م (°ف) | 3.3 (37.9)                     | 4.4 (39.9)                     | 5.4 (41.7)                     | 6.5 (43.7)                     | 10.4 (50.7)                    | 14.0 (57.2)                    | 17.1 (62.8)                    | 16.4 (61.5)                    | 14.9 (58.8)                    | 10.7 (51.3)                    | 6.9 (44.4)                     | 3.8 (38.8)                     | 9.5 (49.1)                     |
| أدنى درجة حرارة °م (°ف)           | −5.0 (23.0)                    | −2.8 (27.0)                    | −2.2 (28.0)                    | −1.7 (28.9)                    | −0.6 (30.9)                    | 5.0 (41.0)                     | 5.6 (42.1)                     | 8.3 (46.9)                     | 6.7 (44.1)                     | 2.8 (37.0)                     | −2.2 (28.0)                    | −6.7 (19.9)                    | −6.7 (19.9)                    |
| الهطول مم (إنش)                   | 133 (5.2)                      | 112 (4.4)                      | 98 (3.9)                       | 70 (2.8)                       | 27 (1.1)                       | 7 (0.3)                        | 0 (0)                          | 3 (0.1)                        | 7 (0.3)                        | 43 (1.7)                       | 92 (3.6)                       | 133 (5.2)                      | 725 (28.5)                     |
| متوسط تساقط الثلوج سم (إنش)       | 1.0 (0.4)                      | 0.51 (0.2)                     | 0.25 (0.1)                     | 0 (0)                          | 0 (0)                          | 0 (0)                          | 0 (0)                          | 0 (0)                          | 0 (0)                          | 0 (0)                          | 0 (0)                          | 0.25 (0.1)                     | 2.0 (0.8)                      |
| متوسط أيام هطول الأمطار           | 10                             | 10                             | 9                              | 6                              | 4                              | 1                              | 0                              | 1                              | 1                              | 4                              | 7                              | 10                             | 63                             |
| المصدر:                           |                                |                                |                                |                                |                                |                                |                                |                                |                                |                                |                                |                                |                                |